# Even Hole
Even Hole (* 31. August 1957 in Breim) ist ein ehemaliger norwegischer Skirennläufer.

## Karriere
Hole feierte in den späten 1970er und frühen 1980er Jahren seine größten Erfolge in der Alpinen Kombination.  
Seinen einzigen Podestplatz im Weltcup erreichte er am 13. Dezember 1981 bei der Kombination von Madonna di Campiglio mit Rang 3, wobei es neben ihm nur vier weitere Läufer in die Wertung schafften. 
1982 belegte er bei den Weltmeisterschaften in Schladming Rang 16 in dieser Disziplin. Danach ist er nicht mehr als Rennläufer in Erscheinung getreten. 
Hole arbeitete später als Trainer und trainierte unter anderem die norwegische Damennationalmannschaft um Astrid Lødemel. 1994 wirkte er als Kurssetzer bei den Olympischen Winterspielen in Lillehammer mit.

## Erfolge

### Weltmeisterschaften
- Schladming 1982: 16. Alpine Kombination

### Weltcup
- 3 Platzierungen unter den besten 5, davon ein Podestplatz